# Вона (альбом)
 Вона  — третій альбом Олександра Пономарьова, який був виданий у 2000 році.
У 2006 році альбом був перевиданий лейблом «Artur-Music». Як бонус, перевидання містило відео-кліпи.

## Пісні
1. Грім
2. Чомусь так гірко плакала вона
3. Guantanamera
4. Ти моя
5. Заколишу
6. Єдина
7. Я знаю
8. Ніжними вустами
9. Святая Анна
10. Любове

Відео
1. Чомусь так гірко плакала вона
2. Ти моя
3. Ти моя (дует з Н. Могилевською)
4. Ніжними вустами